# Jean-Luc Force
Jean-Luc Force (Aurillac, 31 de marzo de 1959) es un jinete francés que compitió en la modalidad de concurso completo.
Ganó una medalla de plata en el Campeonato Mundial de Concurso Completo de 2002 y una medalla de plata en el Campeonato Europeo de Concurso Completo de 2003, ambas en la prueba por equipos.

## Palmarés internacional
| Campeonato Mundial | Campeonato Mundial            | Campeonato Mundial | Campeonato Mundial |
| Año                | Lugar                         | Medalla            | Categoría          |
| ------------------ | ----------------------------- | ------------------ | ------------------ |
| 2002               | Jerez de la Frontera (España) | Medalla de plata   | Por equipos        |
| Campeonato Europeo |                               |                    |                    |
| Año                | Lugar                         | Medalla            | Categoría          |
| 2003               | Punchestown (Irlanda)         | Medalla de plata   | Por equipos        |